# شب‌های پورنو در سراسر جهان
شب‌های پورنو در سراسر جهان (ایتالیایی: Le notti porno nel mondo) یک فیلم مستند اِروتیک به کارگردانی برونو ماتی (با نام مستعار جیمی ماتئوس) و جو داماتو است که در سال ۱۹۷۷ منتشر شد. این فیلم، نمونه‌ای از ژانر سینمایی موندو است و سازندگان آن یک سال بعد دنبالۀ آن را  به نام امانوئل و شب‌های پورنو در جهان، شماره ۲ کارگردانی نمودند. 
در آغاز فیلم، لورا خمسر وارد صحنه می‌شود و می‌گوید: «من لورا خمسر هستم، امانوئل سیاه شما، در این دوران بحران اقتصادی، شب‌زنده‌داران به‌دنبال چه نمایشی هستند؟» و سپس فیلم مجموعه‌ای از نمایش‌های اروتیک را که قرار است در نقاط مختلف جهان اتفاق بیفتد، نمایش می‌دهد که البته همگی این صحنه‌ها در واقع به‌طور کامل در رم فیلمبرداری شده است. بخش‌هایی از فیلم‌ها که صحنه‌های آرشیوی اروتیک است، واقعی نیستند و همگی توسط برونو ماتی فیلم‌برداری شده‌اند، حال آنکه همه آن‌هایی که با بازی لورا خمسر همراه بودند، توسط جو داماتو ساخته شد. فیلم تا حد زیادی توسط سانسور قلع و قمع شد و جو داماتو به تنهایی آن را با عنوان شب‌های پورنو در سراسر جهان، شمارهٔ ۲ تدوین کرد که در سال ۱۹۷۸ در دنبالۀ فیلم با بازی آجیتا ویلسون منتشر شد.

## گزیدهٔ بازیگران
- لورا خمسر در نقش خودش (با دوبلهٔ گرمانا دومینیچی)
- مارینا هدمن در نقش‌های گوناگون
- اوشی دیگارد در تصاویر آرشیوی استفاده‌شده در فیلم
- اِستر موزر در نقش معلم مدرسهٔ سکس